# Albena Lake-Hodge
Albena Lake-Hodge (sinh năm 1920 – mất ngày 22 tháng 10 năm 1985) là một nhà giáo dục và là một chính trị gia ở Anguilla. Bà được biết đến với cái tên "Cô giáo Albena".
Bà là hiệu trưởng của Trường nữ sinh Valley ở Anguilla. Năm 1970, bà làm công tác hướng dẫn cho sự hợp nhất giữa Trường nữ sinh Valley và Trường nam sinh Valley để trở thành Trường tiểu học Valley.
Lake-Hodge được bầu vào Hạ viện Anguilla năm 1976 và giữ chức Bộ trưởng Bộ Dịch vụ Xã hội từ năm 1976 đến năm 1980. Bà đã ủng hộ động thái không tin tưởng để hạ bệ chính phủ Ronald Webster vào năm 1977. Bà đã đánh bại Webster vào năm 1984 khu vực bầu cử của Nam Valley và được bổ nhiệm làm Bộ trưởng Bộ Giáo dục trong Hội đồng Điều hành. Bà đã từ từ chức cho chức danh bộ trưởng vào tháng 7 năm 1985 vì vấn đề sức khỏe. Bà ấy đã chết trong văn phòng 3 tháng sau đó.
Lake-Hodge cũng là một thành viên sáng lập của Liên minh Quốc gia Anguilla. Bà đóng một vai trò quan trọng trong việc thành lập Ngân hàng Quốc gia Anguilla.
Trường toàn diện Albena Lake Hodge đã được đặt tên để vinh danh bà. Một con tem bưu chính mang hình ảnh của bà đã được quốc gia Anguilla phát hành vào năm 1999.